# مولاي الطيب الشرقاوي
مولاي الطيب الشرقاوي (1949، أبي الجعد إقليم خريبكة) رجل قانون مغربي.

## مسيرته

### التكوين الجامعي
حاصل على عدة شواهد منها:
- الإجازة في الحقوق من جامعة محمد الخامس بالرباط
- شهادة التدريب بالمدرسة الوطنية للقضاء بباريس
- دبلوم الدراسات المعمقة في علم الاجتماع بجامعة بوردو 2
- دبلوم الدراسات العليا في العلوم القانونية بجامعة الحسن الثاني بالدار البيضاء.

### مسيرته المهنية
شغل العديد من المناصب في سلك القضاء، تولى الشرقاوي منصب مدير الشؤون الجنائية والعفو بوزارة العدل، بعد أن عين به سنة 1997.
كما يعد مولاي الطيب الشرقاوي عضوا في لجنة خبراء مجلس وزراء العدل العرب لدى جامعة الدول العربية وفي الفريق الوطني لمشروع برنامج الأمم المتحدة للتنمية من أجل تحديث النيابات العامة في الدول العربية.
عضو المجلس الوطني لحقوق الإنسان (2007-2011)

### الوزارة
منذ سنة 2007 شغل منصب الوكيل العام للمك لدى المجلس الأعلى للقضاء، قبل أن يعينه الملك محمد السادس سنة 2008 رئيسا أول للمجلس الأعلى، وهو المنصب الذي ظل يشغله إلى أن عينه الملك محمد السادس وزيرا للداخلية.